# Idaea jakima
Idaea jakima là một loài bướm đêm trong họ Geometridae.